# Зоран Радојковић
Зоран Радојковић (Велико Градиште), познатији као Пиле, српски је новинар и ТВ водитељ.

## Биографија
Зоран Радојковић рођен је у Великом Градишту. Током деведесетих година, водио је сопствену емисију под називом Пиле телешоп на телевизији Пинк. Касније, заједно са Драганом Маринковићем водио емисију Пиле и Маца шоу на телевизији Пинк БХ. Године 2009. улази у ријалити-шоу Фарма. Године 2016. је водио ријалити-шоу Парови.